# Forcipiger longirostris
Forcipiger longirostris · Poisson-pincette à très long bec, Chelmon à très long bec, Poisson-pincette à très long nez
Espèce
Synonymes
- Chaetodon longirostris Broussonet, 1782
- Chelmo longirostris (Broussonet, 1782)
- Forcipiger cyrano Randall, 1961
- Forcipiger inornatus Randall, 1961
- Prognathodes longirostris (Broussonet, 1782)

Statut de conservation UICN

 LC  : Préoccupation mineure
Forcipiger longirostris, communément nommé Poisson-pincette à très long bec ou Chelmon à très long bec afin de le différencier de Forcipiger flavissimus,, est une espèce de poisson marin de la famille des Chaetodontidae, soit les poissons-papillons.
Ce petit poisson est aisément identifiable de par sa livrée jaune et son très long bec caractéristique.

## Description
F. longirostris est un poisson de couleur jaune citron, avec la tête noire sur la moitié supérieure et blanche sur la moitié inférieure, et comme son nom l'indique, un très long museau, blanc argenté. Son corps, comprimé latéralement, est carré, et sa tête triangulaire. Il a habituellement 10 à 11 épines dorsales, une tache noire sur la nageoire anale, et des rangées de petites taches noires sur la poitrine. Le poisson atteint une taille à l'âge adulte d'environ 22 cm  de longueur. 
En comparaison, l'espèce-sœur F. flavissimus a plus d'épines dorsales, n'a pas les points noirs sur la joue et son opercule est plus courbe.
Rarement, F. longirostris peut être entièrement noir ou avoir la partie habituellement jaune du corps brune. 

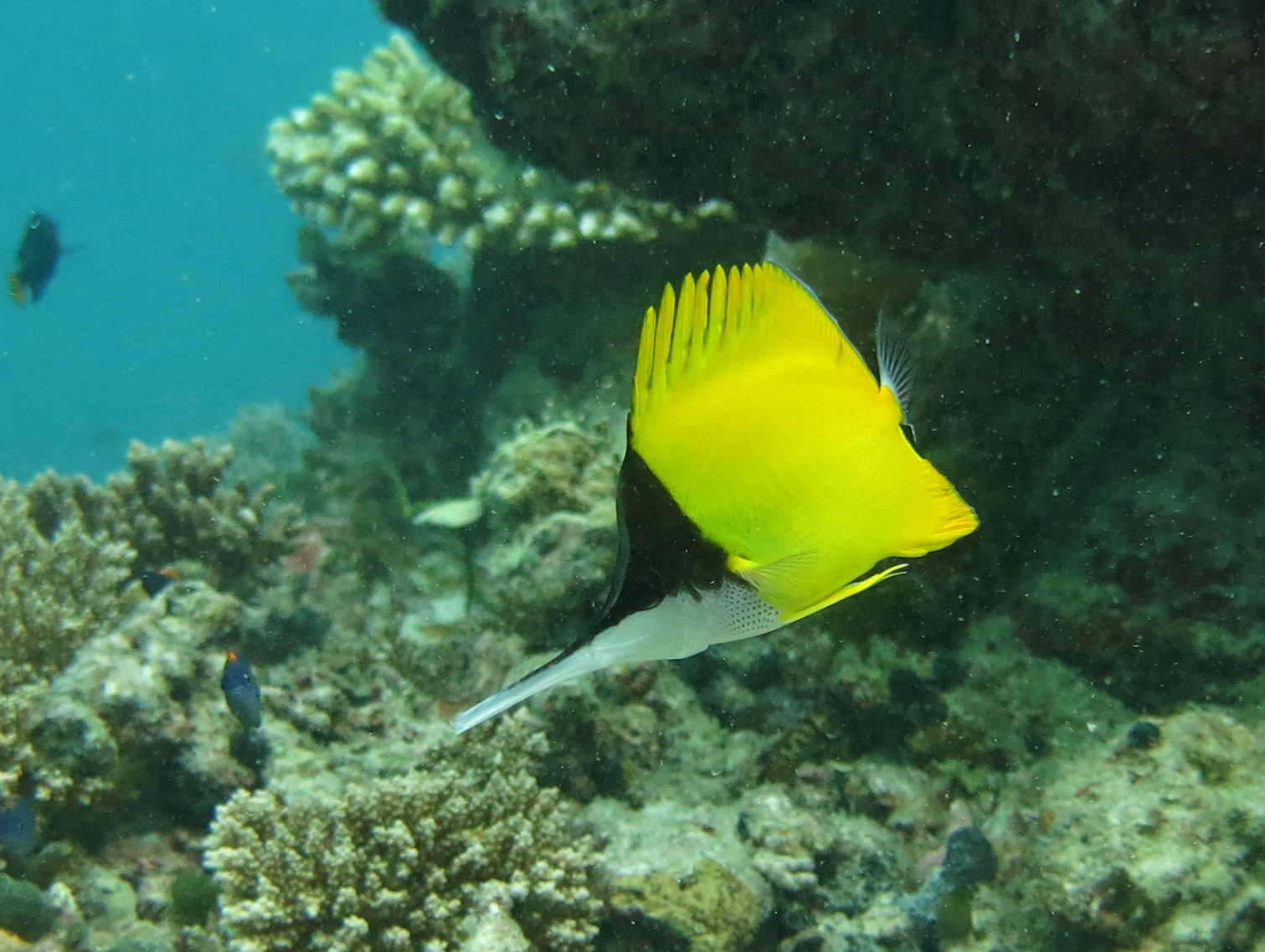
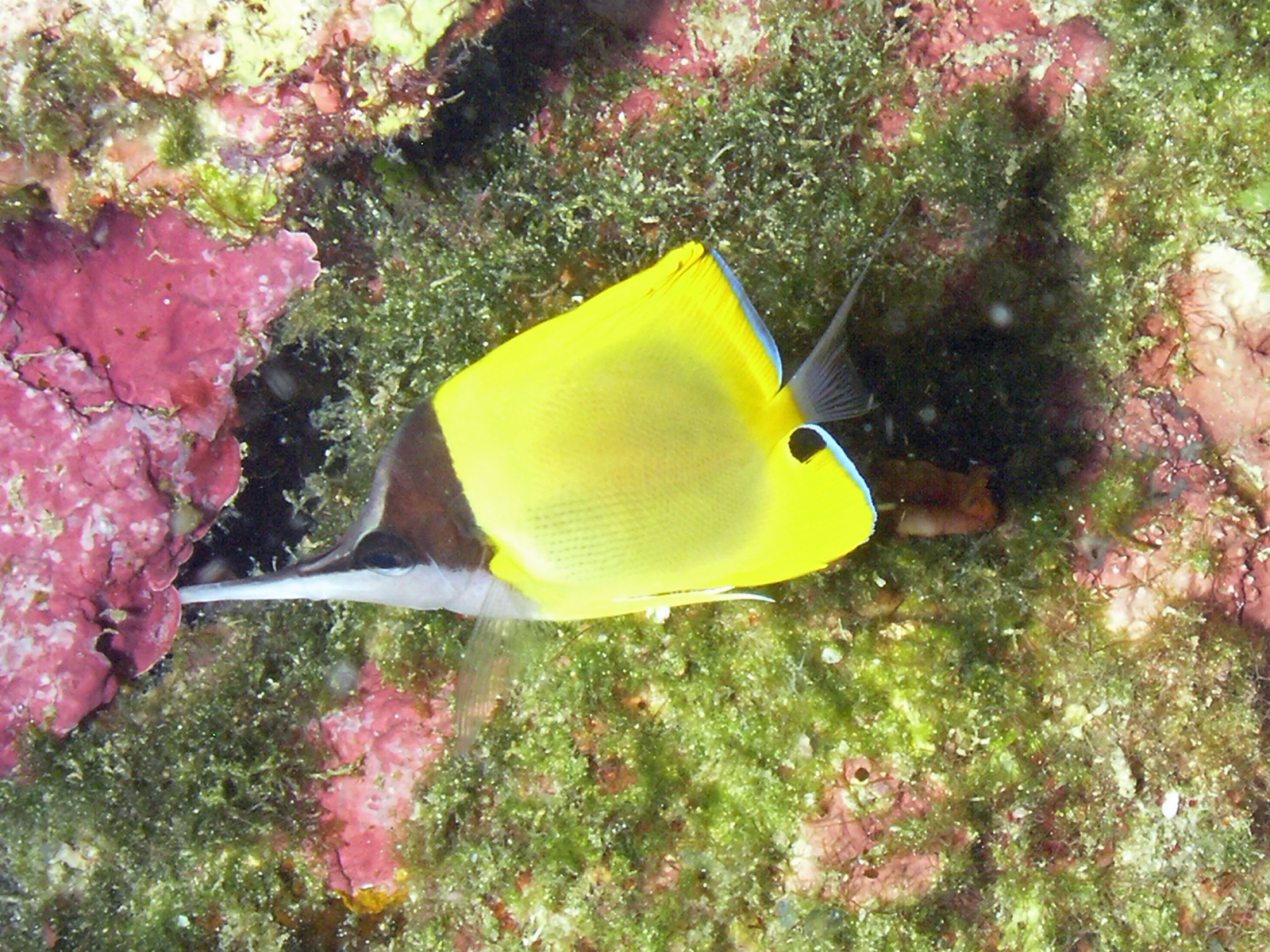
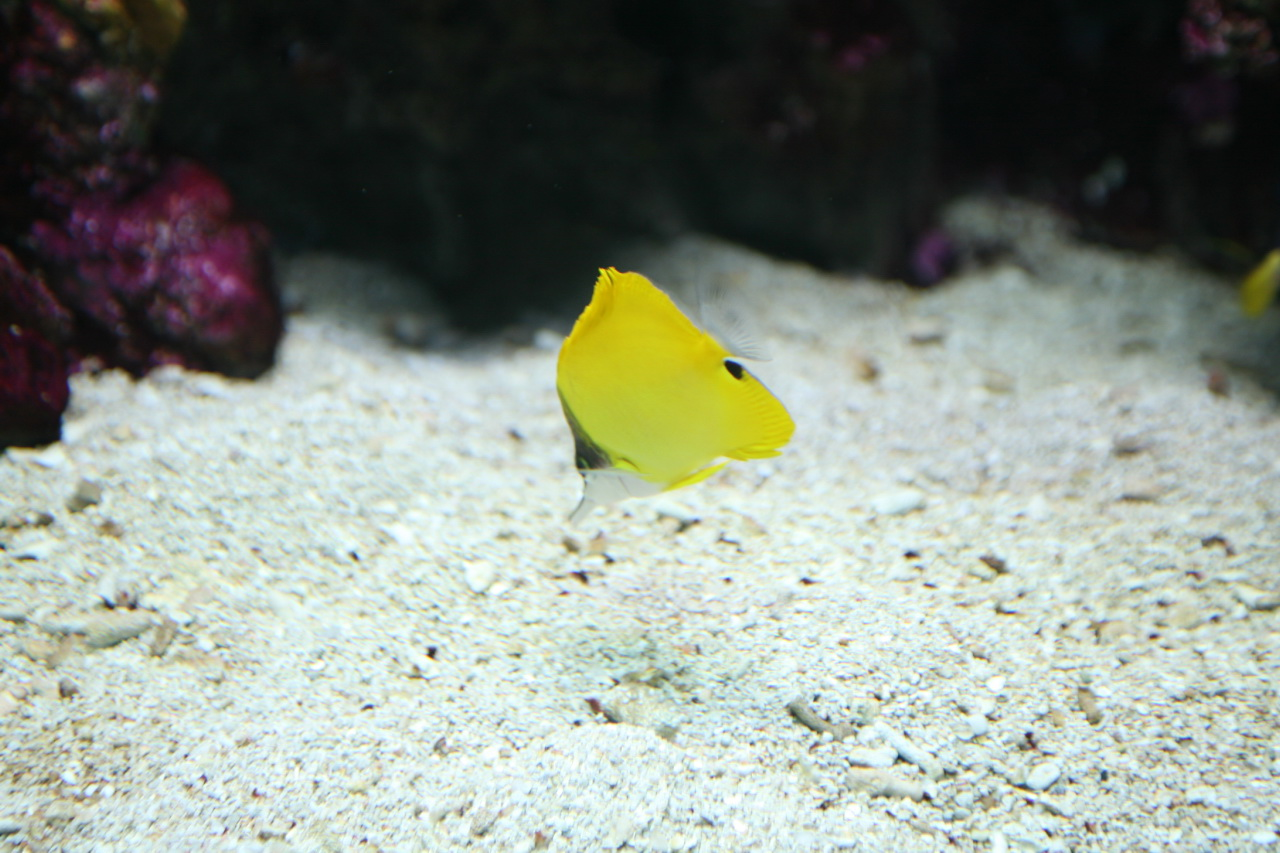
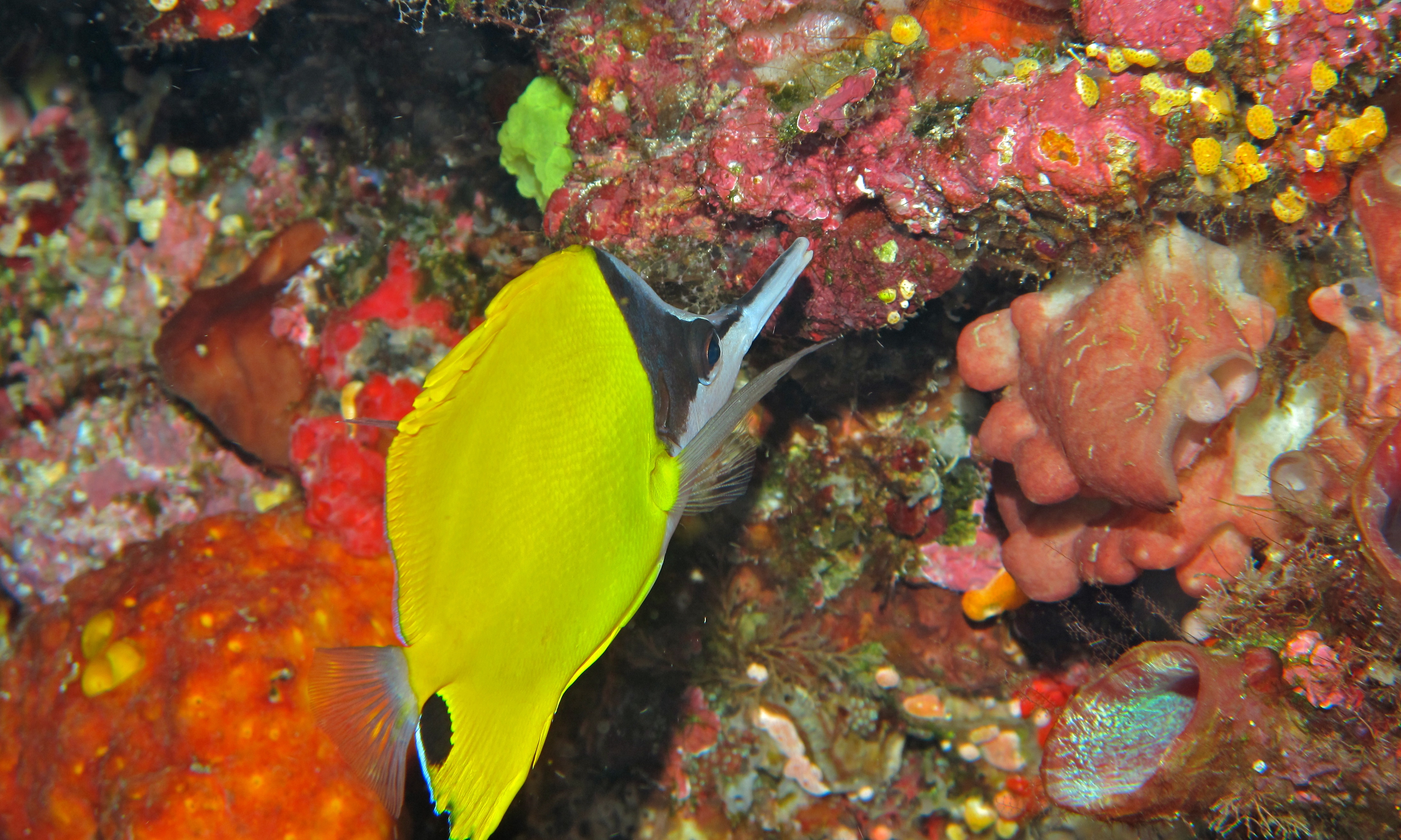

## Distribution & habitat
Il vit généralement en couple sur les récifs coralliens des eaux tropicales de la zone Indo-Pacifique des côtes orientales de l'Afrique aux îles océaniques du centre de l'Océan Pacifique comprenant entre autres Hawaii et les îles Marquises.

## Comportement
F. longirostris est un poisson diurne et omnivore se nourrissant essentiellement de petits crustacés, de podia d'oursins et des tentacules des polychètes. Comme d'autres espèces de poissons-papillons, il peut rester en couple pour la vie. 

## Nomenclature
F. longirostris et F. flavissimus sont connus pour avoir le plus long nom de poissons dans la langue hawaïenne: lauwiliwilinukunukuoioi ou « poisson au museau en forme de long bec en forme de feuille de wiliwili ». Il a été le premier poisson hawaïen à recevoir un nom scientifique, lorsque le capitaine Cook en a recueilli un spécimen (qui fait partie de la collection du British Museum).

## Aquariophilie
C'est un poisson très difficile à élever pour les amateurs. Il a besoin d'un aquarium d'un minimum de 280 l, où il vit seul ou en couple et il est très sensible à la concentration en ammoniaque dans l'eau. Il est modérément agressif et, dans de plus grands aquariums, il peut se battre avec d'autres espèces, en particulier Forcipiger flavissimus. Son alimentation est difficile car il a une petite bouche qui limite les types de nourriture à lui délivrer.